# Vlastita masa broda
Vlastita masa broda označava masu potpuno opremljenog broda bez mase goriva, sanitarne, pitke i balastne vode, zalihe namirnica i mase posade s njihovom prtljagom. Izražava se u tonama.